# 少林搭棚大師
《少林搭棚大師》（或稱為《少林三十六房續集》）是1980年的一部香港電影，《少林三十六房》（1978年）的续集。由劉家良執導，劉家輝、惠英紅、王龍威、李擎柱等主演。

## 劇情
電影講述了周仁傑偷入少林寺學功夫的故事。
故事發生在清初廣東的某一村落中，有一家染坊雇用了滿人武行來管理染坊、號稱「滿州十棍」，本地工人卻因此被苛扣工資，工人們強烈反對、卻也更飽受「十棍」欺凌毆打，苦不堪言。染坊工人周十生有一個聰明且有學習天分，但平時卻不務正業耍滑頭、依靠扮演各色人等兜售假藥維生的弟弟周仁傑，工人們找上善於演戲的他，扮演赫赫有名的少林寺三德和尚，倆倆配合下一度成功嚇唬住了「十棍」、為大家出氣。可惜的是，周仁傑終究被染坊老闆王高峯識破，不僅將周仁傑痛打一頓、工人們也慘遭「十棍」的慘烈報復。
爾後，周仁傑決定上少林寺、學習正宗少林武功，並學成回來為工人們主持公道。但假扮僧人混入寺中的把戲，都被真正的寺中僧人識破，於是周仁傑變換想法、改以假扮少林第三十六房的俗家弟子，憑藉小聰明成功混入寺中、並期望能拜真正的三德和尚為師。而周仁傑的來意與其所做的一切，早被三德和尚所識破。而三德和尚也看中了周仁傑的學武天賦，於是安排周仁傑以一己之力搭建用於修葺第三十六房建築群的竹棚。
周仁傑的搭棚工作，歷時三年過去，不僅成功獨力搭完全部竹棚、更在居高臨下觀摩三十六房弟子修習的情況下現學現用。三德和尚見時機成熟，藉由刁難周仁傑搭棚時間過久，準備命周仁傑拆除全部竹棚後將之逐出寺去，周仁傑心有不甘，硬是賴在三十六房不走，更與三德和尚大打出手。周仁傑三年來的現學現用，在他不知不覺中，武功已具有正式三十六房弟子的火侯，但還遠遠不及三德和尚的高深修為，終究還是被強勢逐出寺去。
失意的周仁傑回到家鄉後，發現以前的工人們都因被染坊開除而改了行。即使留下的工人也過着朝不保夕的日子。工人們對周仁傑的「學成歸來」異常興奮，而周仁傑卻認為在少林寺除了搭竹棚沒有學到任何東西。但在工人們不死心的試探下，周仁傑也終於發現自己早在無形中已經練就出一身武藝。最終他正式以「少林周仁傑」的面目，來到染坊為工人們主持公道，橫行霸道的「滿州十棍」，也早已不是靈動多變「搭棚功夫」的周仁傑的對手。
最終，鏖戰不過的染坊老闆，終於敗得心服口服、允諾償還被苛扣的工資，成功為工人們爭取到應有的權利。

## 演員
| 演員   | 角色     |
| 劉家輝 | 周仁傑   |
| 惠英紅 | 小紅     |
| 李擎柱 | 三德和尚 |
| 王龍威 | 王高峰   |
| 江島   | 萬總管   |

## 外部連結
- 香港影庫上《少林搭棚大師》的資料（繁體中文）
- 豆瓣电影上《少林搭棚大師》的資料 （简体中文）
- 開眼電影網上《少林搭棚大師》的資料（繁體中文）
- 时光网上《少林搭棚大師》的資料（简体中文）
- 互联网电影数据库（IMDb）上《少林搭棚大師》的资料（英文）